# Alexander Dominicus

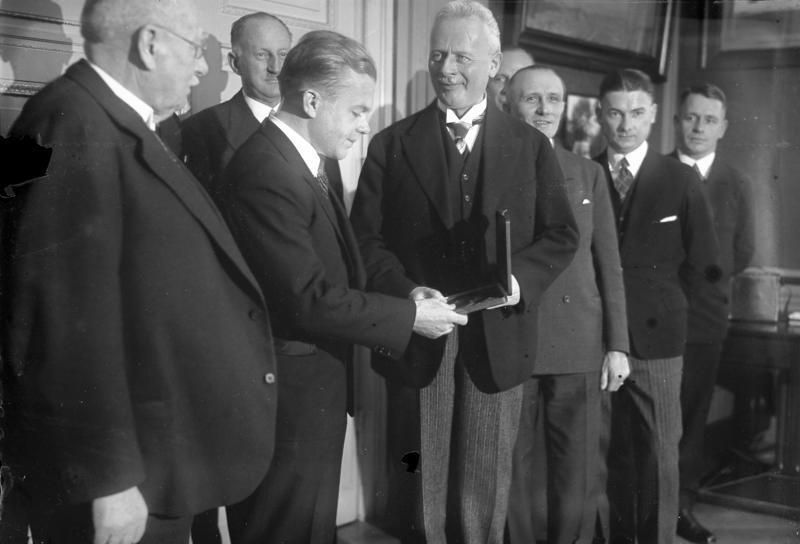
Dominicus hållande en plakett.

Adolf Alexander Eberhard Dominicus, född 19 april 1873 i Strasbourg, död 18 oktober 1945 i Freiburg im Breisgau, var en tysk jurist och politiker. Han var Schönebergs borgmästare 1911-1921. 
Dominicus gjorde efter studier i Strasbourg, Berlin och München och påföljande juristexamen karriär i Strasbourg. Han utmärkte sig genom insatser för att minska arbetslöshet, bland annat genom grundande av arbetsförmedling och även för insatser inom skolväsendet, stadsplanering och idrott. 37 år gammal blev han 1910 utsedd till borgmästare i Schöneberg som efterträdare till Rudolph Wilde. Dominicus har gett namn åt Dominicusstrasse i Berlin.

## Källa
Den här artikeln är helt eller delvis baserad på material från tyskspråkiga Wikipedia, Alexander Dominicus, tidigare version.